# つるぎ町立貞光中学校
つるぎ町立貞光中学校（つるぎちょうりつ さだみつちゅうがっこう）は、徳島県美馬郡つるぎ町貞光字中須賀にある公立中学校。

## 基礎データ
最寄駅
- JR徳島線貞光駅

## 沿革
- 1975年 - 貞光町立貞光中学校が開校。
- 2005年 - 町村合併により、つるぎ町立貞光中学校に改称。
- 2010年 - 校舎建て替え予定。

## 通学区域
- つるぎ町立貞光小学校 とつるぎ町立太田小学校 の校区[1]

## 進学前小学校
- つるぎ町立貞光小学校[1]
- つるぎ町立太田小学校[1]

## 通学区域が隣接している学校
- つるぎ町立半田中学校
- 美馬市立美馬中学校
- 美馬市立岩倉中学校
- 美馬市立三島中学校
- 美馬市立穴吹中学校
- 美馬市立木屋平中学校
- 三好市立東祖谷中学校